# Orchestral Manoeuvres in the Dark

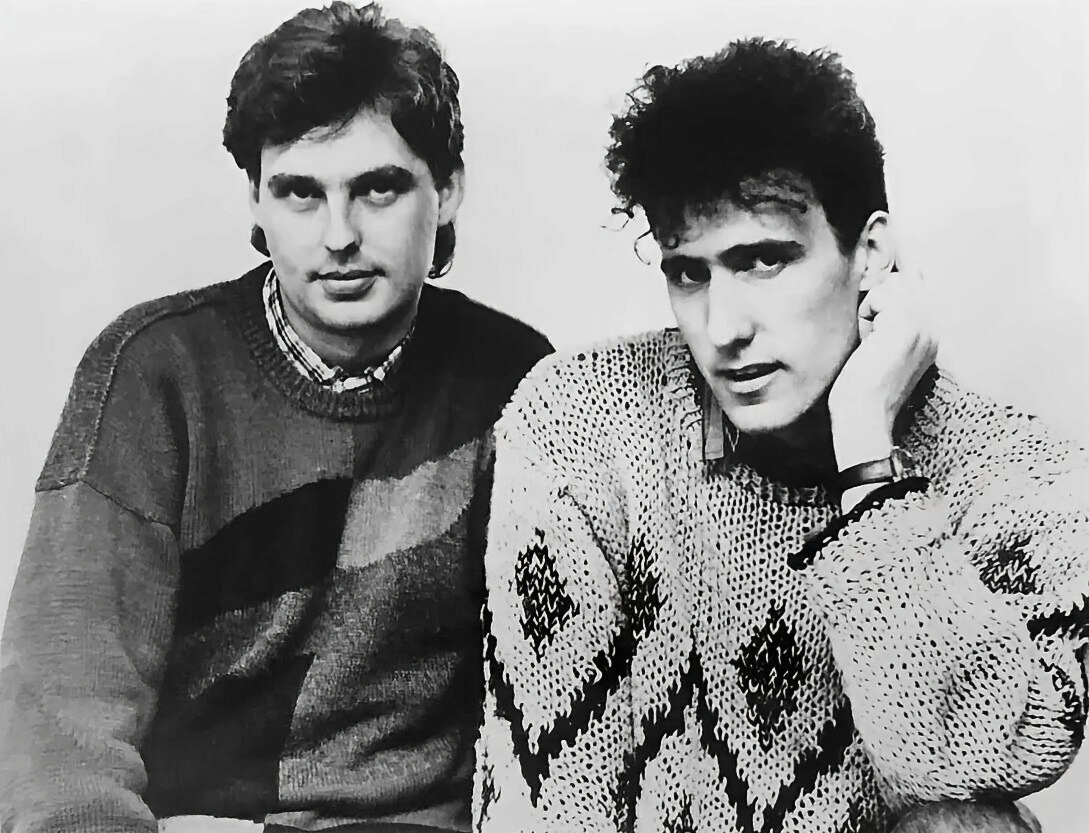
OMD, od lewej: Paul Humphreys i Andy McCluskey (1985)

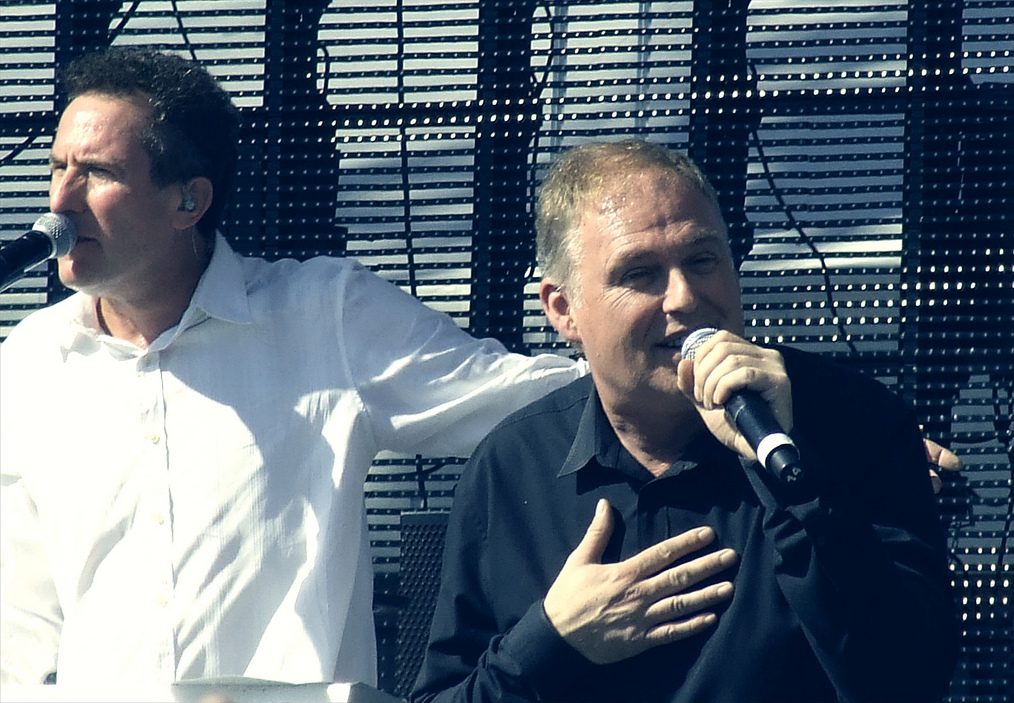
OMD, od lewej: Andy McCluskey i Paul Humphreys (2011)

Orchestral Manoeuvres in the Dark (OMD) – angielski synthpopowy zespół muzyczny założony w 1978 w Wirral.

## Historia
Grupę założyli w 1978 Andy McCluskey i Paul Humphreys, zafascynowani muzyką elektroniczną spod znaku Kraftwerk i Briana Eno.
Pierwsze dwa albumy zespołu, Orchestral Manoeuvres in the Dark i Organisation, ukazały się w 1980. Szczyt popularności grupa osiągnęła w 1981 wraz z wydaniem płyty Architecture & Morality, która zawierała przebojowe single "Joan of Arc" i "Maid of Orleans". Do 1988 ukazały się jeszcze cztery albumy (Dazzle Ships, Junk Culture, Crush i The Pacific Age), choć nie pozostały bez echa, to nie powtórzyły sukcesu "Architecture & Morality".
W 1988 zespół rozpadł się, powstały dwa zespoły. Humpreys, Cooper i Holmes odeszli do The Listening Pool, natomiast McCluskey zebrał nowych muzyków z Liverpoolu i kontynuował działalność pod szyldem OMD. Zanim nowe wcielenie grupy rozpadło się w 1996, muzycy nagrali trzy albumy i wylansowali dwa przeboje: "Sailing on the Seven Seas" i "Pandora's Box".
W grudniu 2005 na oficjalnej stronie zespołu poinformowano o możliwej reaktywacji OMD w oryginalnym składzie w 2006. We wrześniu 2010 zespół wydał album History of Modern, promowany singlami "If You Want It" i "Sister Marie Says".
5 kwietnia 2013 grupa wydała album  English Electric. Płytę promował singel "Metroland". Kolejne single pochodzące z tego krążka to "Dresden", "The Future Will Be Silent" oraz "Night Café".
29 maja 2017 zaprezentowano singel "Isotype", zapowiadający trzynastą studyjną płytę zespołu The Punishment of Luxury. Drugim singlem z tego wydawnictwa jest tytułowy "The Punishment of Luxury". Wydanie płyty, której tytuł odnosi się do obrazu Włocha Giovanniego Segantiniego z 1891, zapowiedziano na 1 września 2017.

### Występy w Polsce
Zespół OMD niejednokrotnie koncertował w Polsce. 21 września 1985 grupa wystąpiła w Warszawie. W 1991 była gwiazdą festiwalu w Sopocie (w składzie bez Paula Humphreysa). W ostatnich latach OMD w składzie Andy McCluskey i Paul Humphreys zaprezentowała krótkie występy w ramach cyklu Night Of The Proms (2014 i 2017). Grupa była także gwiazdą Sylwestra z Dwójką (2015). 
W 2015 koncert grupy zakończył drugi dzień odbywającego się w Łodzi festiwalu Soundedit 2015. W 2018 podczas trasy koncertowej płyty The Punishment of Luxury, zespół odwiedził Polskę, dając koncert w Warszawie. W 2020 muzycy dali koncert 3 lutego w krakowskim klubie Studio oraz 4 lutego w warszawskiej Progresji. Przy okazji promowali nową, wydaną na jubileusz 40-lecia grupy, składankową płytę "Souvenir".
W 2024 OMD ponownie odwiedzili Polskę przy okazji promocji płyty Bauhaus Staircase. Zespół zagrał 6 lutego w gdańskim klubie B90, 7 lutego w warszawskiej „Stodole” oraz 8 lutego w Centrum Kongresowym ICE Kraków. Supportem był szkocki zespół Walt Disco.

## Dyskografia

### Albumy
| Rok  | Album                                                           |
| ---- | --------------------------------------------------------------- |
| 1980 | Orchestral Manoeuvres in the Dark                               |
| 1980 | Organisation                                                    |
| 1981 | Architecture & Morality                                         |
| 1983 | Dazzle Ships                                                    |
| 1984 | Junk Culture                                                    |
| 1985 | Crush                                                           |
| 1986 | The Pacific Age                                                 |
| 1988 | The Best of OMD                                                 |
| 1991 | Sugar Tax                                                       |
| 1993 | Liberator                                                       |
| 1996 | Universal                                                       |
| 1998 | The OMD Singles                                                 |
| 2000 | Peel Sessions                                                   |
| 2001 | Navigation The OMD B-Sides                                      |
| 2009 | Electricty: OMD with the Royal Liverpool Philharmonic Orchestra |
| 2010 | History of Modern                                               |
| 2013 | English Electric                                                |
| 2017 | The Punishment of Luxury                                        |
| 2019 | Souvenir                                                        |
| 2023 | Bauhaus Staircase                                               |

### Single
- "Electricity"
- "Red Frame/White Light"
- "Messages"
- "Enola Gay"
- "Souvenir"
- "Joan of Arc"
- "Maid of Orleans (The Waltz Joan of Arc)"
- "Genetic Engineering"
- "Telegraph"
- "Locomotion"
- "Talking Loud and Clear"
- "Tesla Girls"
- "Never Turn Away"
- "So in Love"
- "Secret"
- "La Femme Accident"
- "If You Leave"
- "(Forever) Live and Die"
- "We Love You"
- "Shame"
- "Dreaming"
- "Brides of Frankenstein"
- "Sailing on the Seven Seas"
- "Pandora's Box"
- "Then You Turn Away"
- "Call My Name"
- "Stand Above Me"
- "Dream of Me (Based on Love's Theme)"
- "Everyday"
- "Walking on the Milky Way"
- "Universal"
- "If You Want It"
- "Sister Marie Says"
- "History of Modern (Part I)"
- "The Punishment of Luxury"